# عافیت
عافیت داستان کوتاهی است از بهرام صادقی (۱۳۶۳-۱۳۱۵) که در تیرماه ۱۳۴۶ نگاشته و اول‌بار مرداد ۱۳۴۶ در مجله فردوسی ماهانه منتشر شده است. این داستان بعدها به عنوان آخرین داستان مجموعه سنگر و قمقمه‌های خالی به سال ۱۳۴۹ توسط انتشارات کتاب زمان به چاپ رسید.
حسن محمودی در کتاب خون آبی بر زمین نمناک (در نقد و معرفی بهرام صادقی) این داستان را در کنار داستان‌های تدریس در بهار دل‌انگیز و داستانی برای کودکان به شاخصه‌های آثار پست‌مدرن نزدیک و گاه یک سروگردن بالاتر از آثار هم‌عصرش می‌داند.